# キミといたナツ
「キミといたナツ」は、日本の女性アイドルユニット・NEO fromアイドリング!!!の楽曲。2014年9月3日にavex traxからリリースされた、通算3作目のシングル。楽曲のプロデュースは、音楽プロデューサー・伊秩弘将が担当している。

## 背景
前作「Sakuraホライズン」から約5ヶ月ぶりの3rdシングル。
2014年6月にユニットを卒業した後藤郁に替わり、同年7月に石田佳蓮が新加入、ユニット名を「アイドリングNEO」から「NEO fromアイドリング!!!」へと改名し、レーベル「avex entertainment」の活動終了のため、「avex trax」に移して新体制で臨んだ最初のシングルとなる。

## 制作
楽曲のプロデュースは伊秩弘将、編曲は佐久間誠が務め、両者ともデビューシングルから担当している。
表題曲は「仲間の一人と別離する事になった少女達の、ひと夏の経験」というストーリーで創作されている。担当プロデューサーの伊秩は「突然訪れた“後藤郁”の卒業は、メンバーにとって、心にポッカリと穴が開いてしまったような出来事だった」とコメントし、楽曲との関連性を示唆している。そして、「鮮明な夏の映像や、胸に刻まれた記憶と共に、またひとつ強くなり前を向いて歩いて行こう」という想いが込められている、と述べている。

## リリース
楽曲のシングル盤は、TYPE-A・B・Cの3形態でリリースされている。TYPE-AにはDVDが、TYPE-BにはBlu-ray Discが付属しており、それぞれ収録内容が異なる。全形態の初回生産分に、トレーディングカード（全7種の内ランダム1種）の封入特典が付くほか、「イベント参加券」が1枚封入されている。ただし、イベント会場で販売された限定盤には「イベント参加券」は含まれない。

## プロモーション
楽曲のプロモーションで、以下のメディアに出演した。
TV番組
- ミューサタ（2014年8月29日、フジテレビ）
- POP PARADE（2014年9月4日、テレビ神奈川）
- 最新最速エンタメタイム CDET!（2014年9月6日、MUSIC ON! TV）

配信番組
- めちゃ×2ユルんでるッ!（2014年8月31日、ゼロテレビ）
- WEッス!（2014年9月1日、AmebaStudio）

ラジオ番組
- ミュージックライン スペシャル（2014年8月23日、NHK-FM）

主催イベント
発売を記念した「握手会イベント」が、以下の日時・場所で実施された。
- 「キミといたナツ」発売記念 握手会
2014年8月9日・10日 南青山エイベックスビル 2F
2014年8月16日・17日・24日 フジテレビ湾岸スタジオ 1F多目的スペース

## アートワーク
ジャケットアートでの衣装は、楽曲タイトルのテーマ「夏」に沿った浴衣姿で統一されており、白と緑のストライプに黄橙色系のドット模様を散りばめ、丈がミニスカートのように短い。帯は赤色で蝶のアクセサリーが付き、髪と腰を薄い水色のシフォン生地で飾り付け、靴はウェッジソールサンダルを履いている。

## ミュージック・ビデオ
リリースに先行して、、楽曲のショートバージョンとダンスバージョンの2種が、YouTubeで無料公開されている。フルバージョンは、TYPE-A・B付属のディスクに収録されている。
本編の内容は、楽曲のテーマに沿ったドラマ仕立てとなっており、メンバーが総出演してストーリーを演じている。

## ライブ・パフォーマンス
発売記念イベント兼ねたミニライブが、以下の日時・場所で実施された。
- 「キミといたナツ」発売記念イベント
2014年9月2日 ダイバーシティ東京プラザ 2Fフェスティバル広場
2014年9月3日 タワーレコード渋谷 B1F「CUTUP STUDIO」
2014年9月4日 アキバ☆ソフマップ1号店 8F
2014年9月5日 アキバ☆ソフマップ1号店 8F
2014年9月6日 フジテレビ湾岸スタジオ 1F多目的スペース（握手会のみ）
2014年9月7日 ラゾーナ川崎プラザ 2Fルーファ広場グランドステージ

ライブイベント
楽曲は、リリースに先行した『TOKYO IDOL FESTIVAL 2014』を皮切りに、以下のイベントでライブ披露された。。
- TOKYO IDOL FESTIVAL 2014（2014年8月2・3日、お台場・青海特設会場）
- IDOL NATION NEXT（2014年8月14日、国立代々木競技場 第二体育館）
- 「NEO×モエカワ♥ガールズ」コラボレーション・ライブ（2014年8月22・30日、JOL原宿）
- 高校生ライブMUSIC DAYS（2014年8月26日、相模原市民会館）
- あるある甲子園ファイナル（2014年8月26日、品川ステラボール）
- お台場新大陸コカステージ・ライブ（2014年8月27日、お台場新大陸GreatSummerスタジアム）

## メディアでの使用
楽曲は以下のメディアで使用されている。
- フジテレビ『魁!音楽番付〜Eight〜』2014年9月度エンディングテーマ曲
- 新潟総合テレビ『スマイルスタジアム』2014年9・10月度エンディングテーマ曲

## シングル収録トラック
| 全作詞・作曲: 伊秩弘将、全編曲: 佐久間誠。 |                                        |          |            |      |
| #                                          | タイトル                               | 作詞     | 作曲・編曲 | 時間 |
| 1.                                         | 「キミといたナツ」                     | 伊秩弘将 | 伊秩弘将   | 4:37 |
| 2.                                         | 「波打ち際のリフレイン」               | 伊秩弘将 | 伊秩弘将   | 5:25 |
| 3.                                         | 「キミといたナツ」(Instrumental)       | 伊秩弘将 | 伊秩弘将   | 4:37 |
| 4.                                         | 「波打ち際のリフレイン」(Instrumental) | 伊秩弘将 | 伊秩弘将   | 5:23 |
| 合計時間:                                  | 合計時間:                              | 20:03    |            |      |

| #  | タイトル                                          | 作詞 | 作曲・編曲 |
| -- | ------------------------------------------------- | ---- | ---------- |
| 1. | 「キミといたナツ」(Music Video)                   |      |            |
| 2. | 「Making of キミといたナツ+ハウススタジオ私服編」 |      |            |

| #         | タイトル                                    | 作詞  | 作曲・編曲 | 時間 |
| --------- | ------------------------------------------- | ----- | ---------- | ---- |
| 1.        | 「キミといたナツ」                          |       |            | 4:38 |
| 2.        | 「"RESISTANCE" In My Pocket」               |       |            | 3:46 |
| 3.        | 「キミといたナツ」(Instrumental)            |       |            | 4:38 |
| 4.        | 「"RESISTANCE" In My Pocket」(Instrumental) |       |            | 3:44 |
| 合計時間: | 合計時間:                                   | 16:49 |            |      |

| #  | タイトル                                        | 作詞 | 作曲・編曲 |
| -- | ----------------------------------------------- | ---- | ---------- |
| 1. | 「キミといたナツ」(Music Video)                 |      |            |
| 2. | 「キミといたナツ」(Dance Ver.)                  |      |            |
| 3. | 「Making of キミといたナツ+グラフィック撮影編」 |      |            |

| #         | タイトル                      | 作詞  | 作曲・編曲 | 時間 |
| --------- | ----------------------------- | ----- | ---------- | ---- |
| 1.        | 「キミといたナツ」            |       |            | 4:37 |
| 2.        | 「波打ち際のリフレイン」      |       |            | 5:22 |
| 3.        | 「"RESISTANCE" In My Pocket」 |       |            | 3:44 |
| 合計時間: | 合計時間:                     | 13:43 |            |      |